# Прево, Андре
Андре Прево (фр. André Prévost; 30 июля 1934 — 27 января 2001) — канадский композитор и музыкальный педагог. Праправнук первого канадского историка музыки Гюстава Смита.
После первых лет обучения в Монреале совершенствовал композиторское мастерство в Париже у Оливье Мессиана и Анри Дютийё. В 1962 г. вернулся в Канаду и на протяжении многих лет вёл разностороннюю композиторскую и педагогическую работу, в том числе в должности профессора композиции Монреальского университета (более 20 лет до выхода на пенсию в 1996 г.); среди его учеников как канадские, так и иностранные композиторы, в том числе Альбрехт Бройнингер, Дени Гужон, Анна Лаубер и др.
Среди произведений Прево наибольшую известность получила Кантата для струнных (1987), написанная по заказу Иегуди Менухина и исполненная впервые под его управлением. Ему принадлежат также четыре струнных квартета, другая камерная и оркестровая музыка, несколько хоровых и вокальных сочинений.